# 黃楚喬
黄楚乔 (英文名: Holly Lee;  1953–2024年9月）是一位艺术家兼摄影师，以她的肖像项目《霍利安词典》而闻名。她是香港概念摄影的先驱之一，尝试用Photoshop创作合成照片， 让人联想到油画。 她的作品被香港文化博物馆和M+ 博物馆收藏。 
黄楚乔自1980年起成为职业摄影师。她是《位移》（Dislocation）的创始人之一，这本月刊摄影杂志在香港活跃于1992年至1998年。  1997年，她从香港移居加拿大多伦多，与艺术家兼摄影师李家升一起创立了INDEXG（一个画廊和艺术工作室）。 他们每周在《Double Double by Ocean Pounds》上发布线上期刊。 
黄楚乔于2024年9月去世，享年71岁。 
在她的首个摄影系列《我的朋友、艺术家及其他》中，黄楚乔拍摄了许多香港艺术家和创意人士，其中包括麦显扬和许鞍华。 她受到Richard Avedon肖像画的启发，她将其描述为“赤裸而强烈”。 这一系列黑白肖像以白色背景为前景，突出主体。
黄楚乔因其作品《霍利安词典》而闻名。该项目由 1994 年至 2000 年间创作的 12 幅肖像组成，思考和探索香港回归前夕的一段变革时期。黄楚乔探索东西方文化对话和身份认同的主题，经常将历史和当代元素并列。 
黄楚乔利用数码技术，将照片、来源图像和 19 世纪广东外销的绘画结合在一起，创作了霍利安词典肖像画。这些肖像画让人联想到意大利文艺复兴时期的油画——黄楚乔添加了细线来模仿旧油画中的裂纹，营造出一种怀旧的氛围。 她最著名的肖像画是《大选美》 ，以英国女皇伊丽莎白二世的风格描绘了一位香港小姐得主站在一幅清代宫廷画前的场景。 
《霍利安词典》中的作品包括：
- Madodhisattva, 1993
- Jinx，于香港海湾，约 1994
- 白毛女 前97版, 1995
- 大选美，约 1997
- 洋紫荆花, 1997
- 芭比大冒险，美丽独占者，2000

## 入选作品列表
来源：   
- 霍利安词典, 1994–2000
- 敦煌笔记, 1991
- 六月前后, 1989
- 我的朋友、艺术家及其他，1981–1986

## 奖项
资料来源：  
- 1994年亚洲文化协会奖助
- 1996 年泛太平洋数字艺术大赛最佳多媒体奖
- “Kodak Grand Award”数码影像金奖（香港专业摄影师公会，1993年；1995年）

## 入选展览
个展
- 乌头猫，香港摄影中心画廊，1985
- 六月前后，La Cadre 画廊，1989